# Černiajev
Černiajev je priimek več oseb:
- Platon Vasiljevič Černiajev, sovjetski general
- Aleksander Černiajev, ruski šahovski mojster